# Les Mazures
Les Mazures ist eine französische Gemeinde mit 856 Einwohnern (Stand 1. Januar 2022) im Département Ardennes in der Region Grand Est.

## Geografie

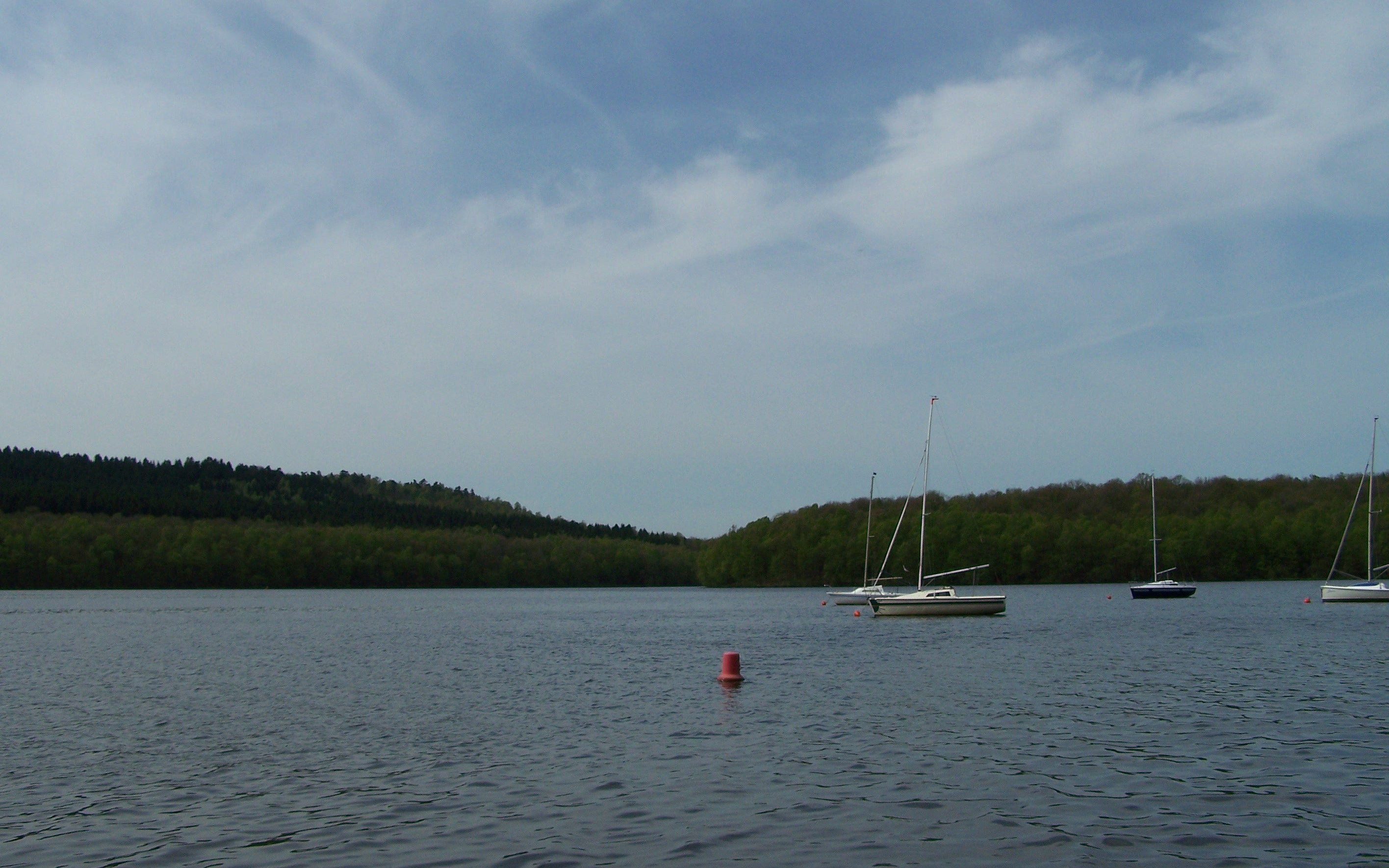
Der See von Vieilles Forges

Les Mazures liegt an der Grenze zu Belgien in einem wald- und seenreichen Gebiet nördlich des Sees von Vieilles Forges an der Départementsstraße D988, 82 Kilometer nordöstlich von Reims und 15 Kilometer nordwestlich von Charleville-Mézières. Die Gemeinde liegt im 2011 gegründeten Regionalen Naturpark Ardennen.
Nachbargemeinden von Les Mazures sind Bourg-Fidèle im Westen, Laifour im Nordosten, Sécheval im Südosten und Renwez im Südwesten. Das Gemeindegebiet umfasst 3614 Hektar, die mittlere Höhe beträgt 264 Meter über dem Meeresspiegel, die Mairie steht auf einer Höhe von 326 Metern.
Les Mazures ist einer Klimazone des Typs Cfb (nach Köppen und Geiger) zugeordnet: Warmgemäßigtes Regenklima (C), vollfeucht (f), wärmster Monat unter 22 °C, mindestens vier Monate über 10 °C (b). Es herrscht Seeklima mit gemäßigtem Sommer.

## Geschichte
Im 11. Jahrhundert gehörte Les Mazures einer Familie de Montcornet. Die Gemeinde wurde in einer Urkunde von 1135 erwähnt. In einer anderen Urkunde von 1190 wird der Altar von Sainte Gertrude de Masuris erwähnt und 1204, in einer Urkunde von Papst Innozenz III. wird Les Mazures wieder Masuris genannt. 1303 wurde die Pfarrei von Masuris gegründet. Gilo de Montcornet gründete danach eine Abtei, die Abbaye de Notre Dame de Consolation des Masuris, von der nichts erhalten geblieben ist.
Die alte Kirche Saint Gertrude erschien der Gemeinde 1792 als zu klein und wurde durch eine andere ersetzt. Durch die Französische Revolution wurden die Arbeiten unterbrochen und erst 1810 wiederaufgenommen.
Von Juli 1942 bis Januar 1944 gab es in Les Mazures ein Internierungslager, in dem 288 Juden aus Antwerpen in Belgien interniert wurden.  Als das Lager im Januar 1944 aufgelöst wurde, wurden die Insassen in das KZ Auschwitz verbracht. Davon überlebten 49 den Krieg, 22 waren entflohen und 27 überlebten in Auschwitz.

## Bevölkerungsentwicklung
| Jahr                      | 1962 | 1968 | 1975 | 1982 | 1990 | 1999 | 2007 | 2014 |
| ------------------------- | ---- | ---- | ---- | ---- | ---- | ---- | ---- | ---- |
| Einwohner                 | 798  | 922  | 789  | 781  | 738  | 774  | 928  | 938  |
| Quelle: Cassini und INSEE |      |      |      |      |      |      |      |      |

## Kultur und Sehenswürdigkeiten
Les Mazures ist mit drei Blumen im Conseil national des villes et villages fleuris (Nationalrat der beblümten Städte und Dörfer) vertreten. Die „Blumen“ werden im Zuge eines regionalen Wettbewerbs verliehen, wobei maximal vier Blumen erreicht werden können.
Im Weiler Neuve-Forge (‚Neues Hüttenwerk‘) wurde 1755 ein metallverarbeitendes Werk gebaut. Das Gelände der Firma ist 15 Hektar groß. 1916 wurde der Betrieb eingestellt. Heute dienen die erhaltenen Gebäude als Wohnhäuser.
In der Kapelle Notre-Dame-de-Consolation befindet sich eine Grabplatte der Jehanne de Montcornet, Frau von Enguerran de Rumigny, aus dem 14. Jahrhundert. Sie ist als Monument historique (Denkmal) klassifiziert.

## Sport
Im Jahr 2022 führte die 6. Etappe der 109. Austragung der Tour de France durch Les Mazures. Auf der D31 wurde kurz vor Les Mazures mit der Côte des Mazures (370 m) eine Bergwertung der 3. Kategorie abgenommen. Sieger der Bergwertung war der US-Amerikaner Quinn Simmons.

## Lokale Produkte
Auf dem Gemeindegebiet gelten geschützte geographische Angaben (IGP) für Schinken (Jambon sec beziehungsweise Noix de jambon sec des Ardennes) und Geflügel (Volailles de la Champagne).